# Jadeit
Jadeit je monoklinický minerál, chemický vzorec Na(AlFe3+)(Si2O6). Dle Strunzovy klasifikace 9.DA.25 - silikáty ze skupiny pyroxenů. Název minerálu pochází ze španělských slov piedra de ijada, který znamenal ledvinový kámen či bederní kámen pro své údajné léčivé schopnosti. Španělé se s tímto minerálem začali setkávat na výbojných cestách do oblastí Střední Ameriky. Později byl název zkrácen na jade, ze kterého vznikl jadeit.
Typovou lokalitou jsou barmské lokality Tawmaw a Hpkan . Název je používán od roku 1863.

## Vznik
Vzniká při nízkoteplotní vysokotlaké metamorfóze v sodíkem bohatých serpentinitových horninách, v eklogitech, v jadeititech, glaukofanitech a ojediněle i metagabrech. Známy jsou také pseudomorfózy po nefritu, serpentinu.

## Morfologie
Krystaly bývají vzácné, prizmatické, sloupcovité dle [110], [111] či [100], obvykle však bývá masivní, vláknité agregáty, zrnitý či celistvý.

## Vlastnosti

### Krystalografie
Krystalizuje v monoklinické soustavě, třída 2/m, prostorová grupa C 2/c, mřížka a=9,418, b=8,562, c=5,219, β=108°18’-108°16’, Z=4, V=401,23 rtg analýza 2,831(100)-2,922(75)-4,29(45)-3,104(30)-2,069(30)-2,417(25)-2,490(20). Dvojčatí podle [100] a [001].

### Fyzikální vlastnosti
Tvrdost=6-6,5, hustota= 3,14-3,43 g/cm3, dokonale štěpný podle [110], odlučný podle [010], luminiscence a radioaktivita chybí.

### Optické vlastnosti
Minerál je bílé, šedé, zelené, šedozelené barvy, ojediněle bývá modrý až fialový. Vryp je bílý, lesk mastný až skelný, je neprůhledný, ale prosvítá na hranách. Je dvojosý (+), 2V=64°-86°, Np,m,g=1,64-1,679, 1,645-1,681, 1,652-1,685.

### Chemické vlastnosti
Procentuální složení:
- Na 11,21%
- Al 11,84%
- Fe 2,72%
- Si 27,40%
- O 46,82%

s příměsí Mg, Ca, Mn.

## Příbuzné minerály
Egirín, jervisit, kosmochlor, namansilit, natalyit, minerály ze skupiny monopyroxenu - enstatit, ferrosilit, kanoit, donpeacorit a další.

## Parageneze
albit, křemen, muskovit, glaukofán, kalcit, analcim, lawsonit, pumpellyit, zeolity.

## Využití

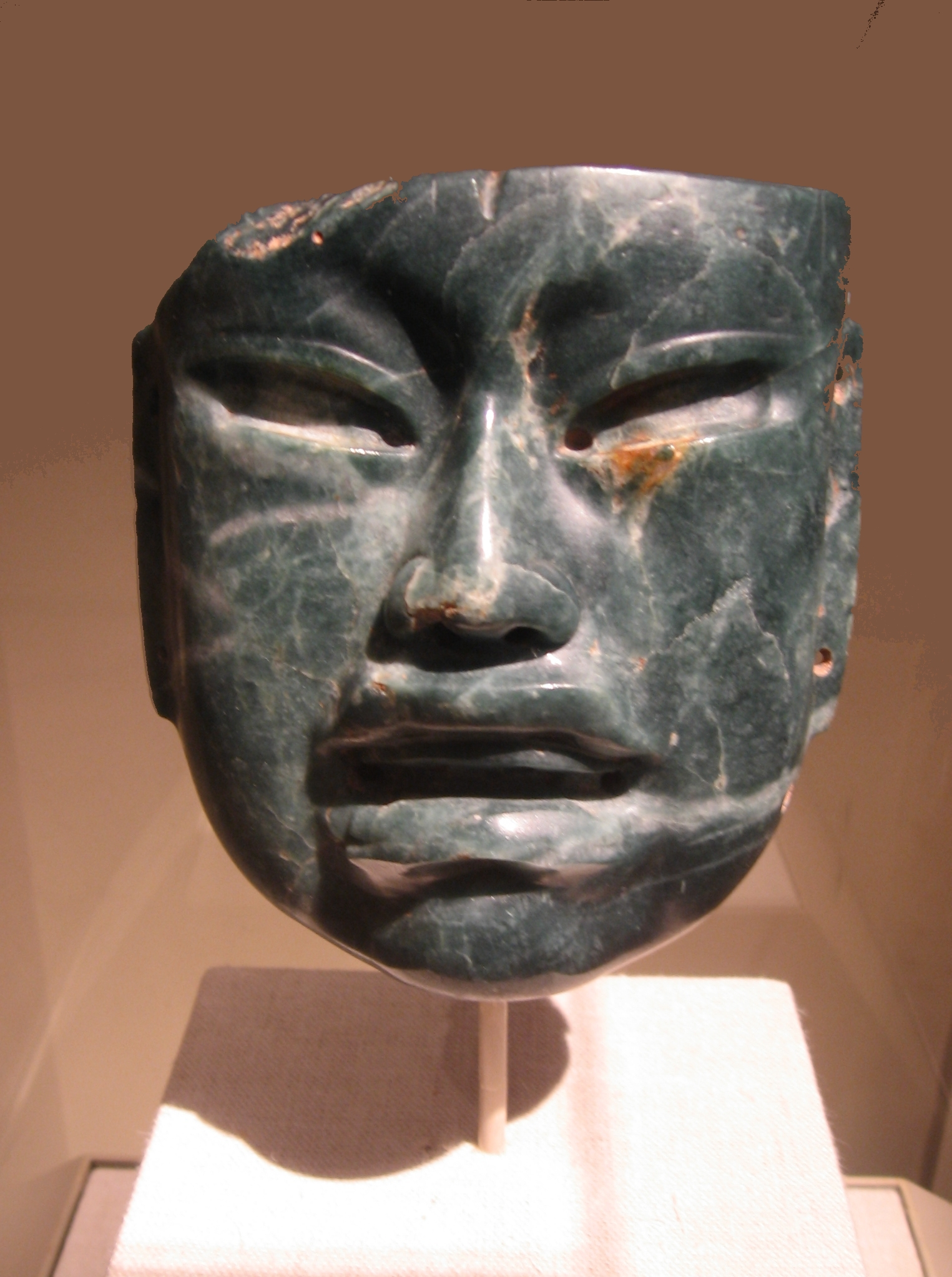
Olmécká jadeitová maska

Jadeit je a byl hojně využíván pro výrobu sošek a drobných estetických předmětů, jelikož je velmi snadno opracovatelný. Například Olmékové z jadeitu vyráběli rituální předměty a jadeit byl pro ně cennější než zlato a ostatní drahokamy.
Z kamene se vyráběly posmrtné masky, zbraně, klenoty a jadeitové perly, pecky a koule. Pecky a koule vložené do soch byly pro Aztéky srdcem a v ústech zemřelých byly symbolem obnovy životního cyklu, znovuzrození. Pro novozélandské Maory a jim příbuzné Moriory z Chathamských ostrovů je jadeit i nefrit, známý jako pounamu, posvátným kamenem, z něhož zhotovují sošky předků, ozdoby, amulety, v minulosti také zbraně. Nejkvalitnějším jadeitem využívaným pro řezbářské práce je tzv. císařský jadeit, který pochází převážně z Barmy a který se začal dostávat do Číny v 18. století. Jadeit se sporadicky vyskytuje v nálezech z doby Chan, jeho sláva však začíná v 18. století, kdy začal nahrazovat kameny starého období, nefrity z Tchaj-wanu, pohoří Kchun-Lun a Sajan či Mongolska. Jadeit je zelený, růžový, sivomodrý, bílý, černý, žlutavý a oranžovohnědý, což je kůrka jadeitu. Císařský jadeit je velmi žádaný a ceněný kámen v oblasti čínské kultury, jehož cena se vyrovná nejlepším smaragdům, a barvou je dokonce předčí. V euro-americké oblasti se jadeit netěší takové pozornosti, přestože od doby art deco stylu je více a více vsazován do šperků s démanty. Jadeit císařský smaragdové zeleně je následován dalšími, byť levnějšími odstíny. V Číně je císařský jadeit také investičním kamenem. V Evropě se jadeit plete s pojmem pro kameny určené ke klenotnické řezbě (jady, jade), prodavači namísto jadeitu prodávají dobarvované jadeity, hadce, avanturíny a další minerály. Vzniká tak dojem laciné a snadné dostupnosti drahokamových jadeitů všech barev. Levnější, komerční surovina je užívána pro řezby sošek a figurek. Barmský jadeit je nejcennější, kazašský a uralský jadeit následuje až po barmském jadeitu.

## Naleziště
- Na území Česka nejsou známá žádná naleziště tohoto minerálu.
- Evropa
  - Hnúšťa, Medzev (Slovensko)
  - Vallée St. Marcel, Parigi, Colrei, Isasca, Acceglio, Le Colme, Malone Valley (Itálie)
  - Bektaslar, masív Sivrihisar (Turecko)
  - Liset, Vestgötabreen (Norsko)
  - Vendée, Le Guil valley (Francie)
  - Syra, Neapolis (Řecko)
  - Malpica, Piedras del Tourallo (Španělsko)
  - Allalin area (Švýcarsko)
- Natmaw, Phakant Mine, Sankhar Mine, Sate Mu, Seng Tong, Tawmaw, Mogok (Myanmar)
- Massa Hill, Russian River, Laytonville quarry, Clear Creek deposits, Paso Robles, Clvoerdale, Bakersville, Stephens Mine, Eagle Creek (USA)
- Shabogamo (Kanada)
- Wumiao, komplex Yankou, Jianchang, Zuomiban, oblast Yinggelisay (Čína) čínský jadeit

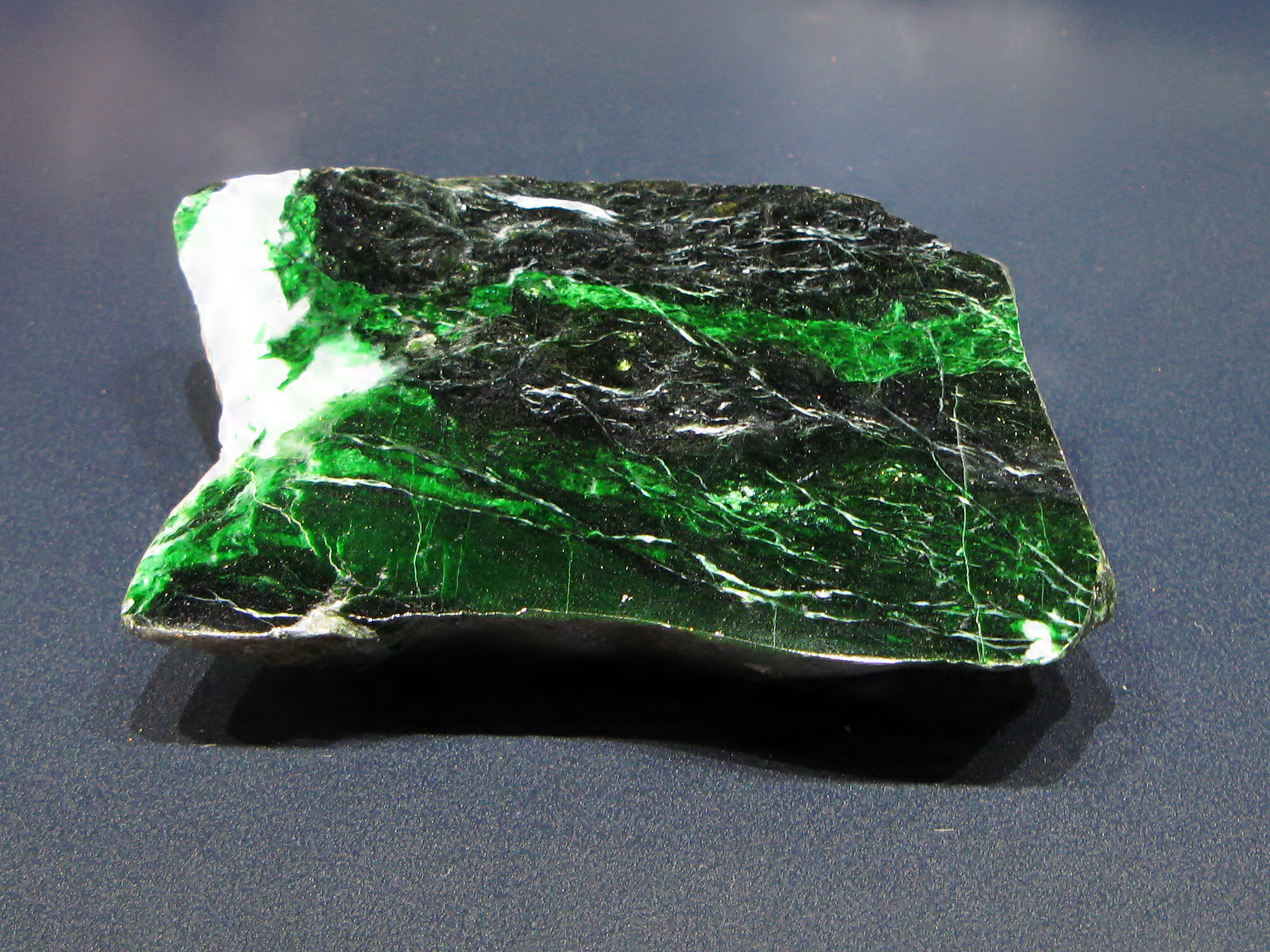
čínský jadeit

- Ohmi, Osayama, Rendai, Izumi (Japonsko)
- Tres Pontas (Brazílie)
- Manokwari (Indonésie)